# 陈临春
陈临春（1959年—），男 ，浙江杭州人。中央电视台文艺中心副主任、大型节目中心副主任。

## 早年经历
- 中央电视台文艺中心文艺部 高级编辑
- 中央电视台 文艺中心文艺部 主任
- 中央电视台 文艺部 编导 （1983）
- 中央电视台 文艺部 副主任 （1998）
- 包头市昆区区委副书记的挂职干部
- 中央电视台文艺中心副主任、大型节目中心副主任

## 外部連結
- 陈临春在豆瓣上的资料（简体中文）